# ويل بلالوك
ويل بلالوك (بالإنجليزية: Will Blalock)‏ مواليد 8 سبتمبر 1983 في بوسطن، هو لاعب كرة سلة أمريكي. بدأ مسيرته الاحترافية في سنة 2006. تم اختياره من قبل فريق ديترويت بيستونز خلال الدرافت. يبلغ طوله 6 قدم 1 بوصة (1.9 م).

## المسيرة الاحترافية
لعب مع ديترويت بيستونز في موسم 2006–2007، ثم لعب مع أرتلاند دراغونز في الدوري الألماني في موسم 2008–2009، ثم لعب مع تاونسفيل كروكودايلز في الدوري الأسترالي في موسم 2010–2011.

## روابط خارجية
- ويل بلالوك على موقع إن بي أي (الإنجليزية)
- ويل بلالوك على موقع سبورتس رفرنس (الإنجليزية)
- ويل بلالوك على موقع كرة السلة الأوروبية.كوم (الإنجليزية)
- ويل بلالوك على موقع كلية كرة السلة في سبورتس رفرنس.كوم (الإنجليزية)
- ويل بلالوك على موقع ريلجم (الإنجليزية)
- ويل بلالوك على موقع بروبوليرز (الإنجليزية)
- ويل بلالوك على موقع سبورتس رفرنس (الإنجليزية)
- ويل بلالوك على موقع سبورتس رفرنس (الإنجليزية)